# Прохоров, Василий Иванович (промышленник)
Василий Иванович Прохоров (1755—1815) — русский купец 3-й гильдии и промышленник, основатель «Трёхгорной мануфактуры» и династии московских промышленников Прохоровых.

## Биография
Василий Иванович Прохоров родился в 1755 году, был сыном монастырского крестьянина Троице-Сергиевой Лавры, освободившегося от крепостной зависимости в 1764 году, когда у монастырей были отобраны вотчины.
Мальчиком его отдали учиться к старообрядцу, занимавшемуся пивоварением. На некоторое время он стал верен старообрядчеству. Став взрослым, Василий Иванович Прохоров, вернулся в официальное православие, сохранив полезные знакомства среди купцов-старообрядцев. 3 ноября 1784 года он записался в московские купцы, — первоначально «торг имел пивоваренный». Однако это занятие противоречило его мировоззрению и в июле 1799 года он вместе с Фёдором Ивановичем Резановым занялся ситценабивным делом, новым не только в Москве, но и в России. Деятельность Прохоров и Резанов начали в наёмных помещениях князей Хованских за речкой Пресней, на холмах, носивших название Три горы. Уже в 1803 году компаньоны приобрели у Хованских в собственность землю с постройками. Впоследствии, в 1810—1811 годах, Резанов основал независимо от Прохорова бумагопрядильную фабрику и после 1812 года из дела вышел, а Прохоров выкупил его долю.
В 1812 году предприятие пострадало (хотя и меньше других московских фабрик) при французском нашествии. Это сильно сказалось на здоровье Василия Прохорова, и он передал дело своему шестнадцатилетнему сыну Тимофею.
Скончался Василий Прохоров 1 (13) ноября 1815 года, похоронен в Москве на Дорогомиловском кладбище.
В. И. Прохоров дважды был женат; от первого брака имел 2 дочерей — Татьяну (1787—16.12.1808) и Александру (1788—10.04.1822, замужем за московским купцом В. С. Поляковым); от второго брака, на Екатерине Никифоровне Мокеевой, с 1793 года — 4 сына и 4 дочери, три из которых умерли в младенчестве.

## Память
В 2020 году в сквере промышленников Прохоровых, расположенном в Большом Предтеченском переулке в Москве,  открыт памятник Василию Прохорову.